# Kissinger Sommer

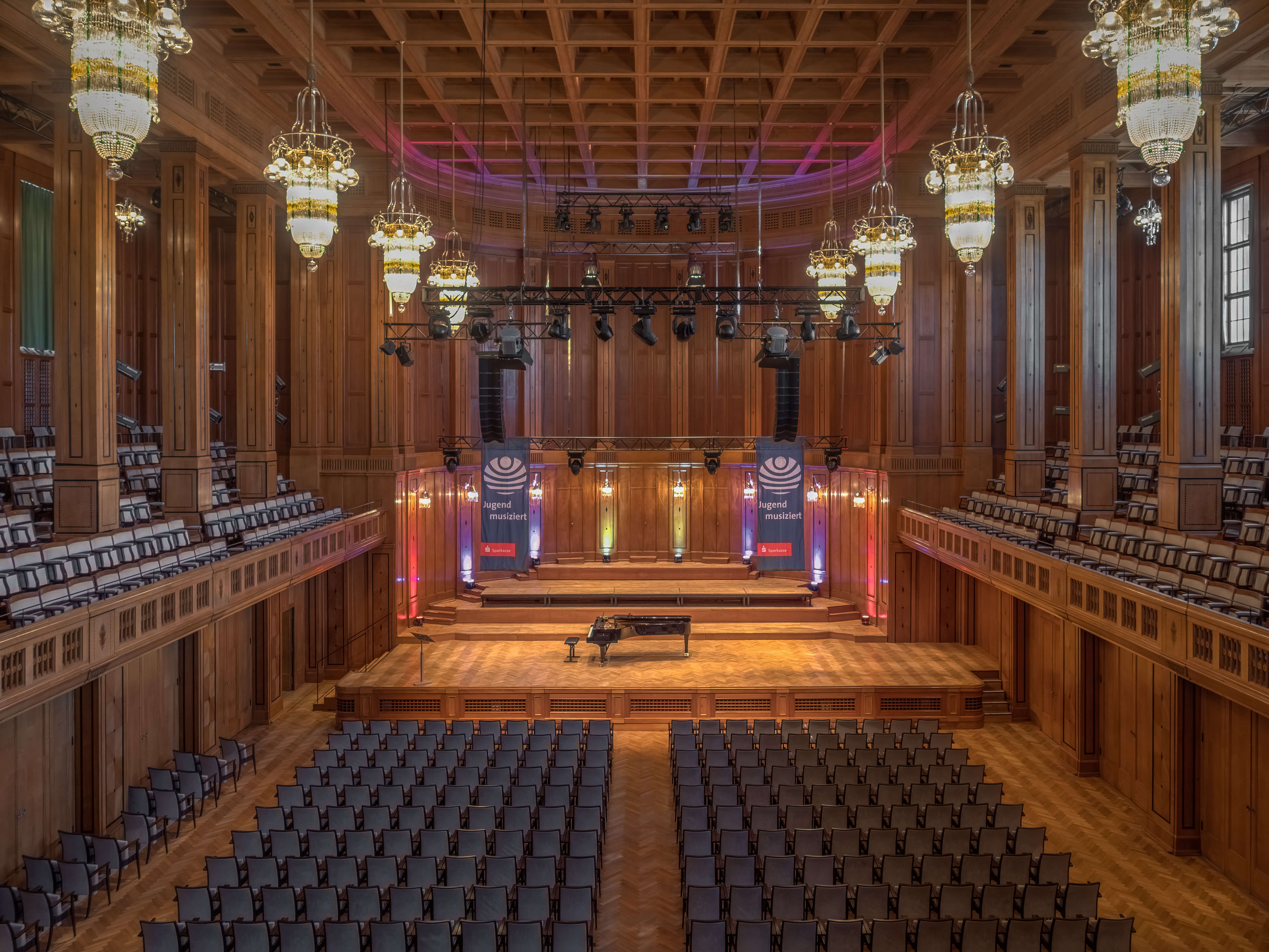
Regentenbau, sala de concierto del Kissinger Sommer

Kissinger Sommer es un festival de música clásica que se celebra todos los años durante el verano en la ciudad de Bad Kissingen, en Baviera, en el sur de Alemania. 

## Historia
El festival fue fundado en 1986. Al principio, el festival se centró en la mejora de las relaciones culturales entre Europa oriental y occidental. Cada año, un país del este de Europa era socio del festival, comenzando con Hungría en 1986. Polonia, Checoslovaquia y la Unión Soviética siguieron. Así que el festival se convirtió en un lugar donde se podían ver artistas del este y el oeste, especialmente de los países socios y de Alemania del Este. Los primeros años se contó con la presencia de Dmitry Sitkovetsky, Boris Pergamenshchikov y Sviatoslav Richter. Después de la caída del telón de acero, el festival se tornó mundial al agregar países socios en toda Europa, América del Norte y China. Cada verano alrededor de 50 conciertos atraen a unos 30 000 visitantes. Los intérpretes son una mezcla de reconocidas estrellas internacionales como Cecilia Bartoli, Arcadi Volodos, Fazil Say o Grigori Sokolov, y los novatos, quienes a menudo más tarde también han hecho una gran carrera, como Lang Lang, Diana Damrau o David Garrett.
El director de "Kissinger Sommer" desde 1986 hasta 2016 fue Kari Kahl-Wolfsjäger. Su sucesor, a partir de 2017, es Tilman Schlömp, exdirector artístico en el festival Beethovenfest en Bonn. Cambió el concepto del festival. En lugar de los países socios, ahora hay temas principales, comenzando en 2017 con el lema "1830 - Revolución romántica" y seguido en 2018 por "1918 - surgimiento de la era moderna". El contrato de Schlömp finaliza en 2021. Alexander Steinbeis, anteriormente director de orquesta de la DSO Berlín, fue nombrado su sucesor a partir de 2022.

## Música contemporánea
Desde el principio, el festival es también un lugar para compositores contemporáneos como Alfred Schnittke, Sofiya Gubaidúlina, Edison Denísov, Aribert Reimann o Wolfgang Rihm . Hubo estrenos mundiales de compositores como Jean Françaix (Dixtuor, en 1987), Krzysztof Penderecki (Sinfonietta n.º 2 para clarinete y orquesta de cuerdas, en 1994) y Fazil Say (Sonata para clarinete y piano, op. 42, en 2012.) Desde 2006 los compositores se presentan y estrenan de su música en el taller Bad Kissinger Liederwerkstatt.

## Premio Luitpold
Cada año, desde 1999, el Luitpoldpreis (Premio Luitpold) se otorga a un joven intérprete del festival. El premio lleva el nombre de Leopoldo de Baviera, que permitió construir la gran sala de conciertos de Bad Kissingen Regentenbau, donde se llevan a cabo muchos de los conciertos del festival. Los ganadores son: 
| - 1999 - Nikolaj Znaider, violín - 2000 - Alisa Weilerstein, chelo - 2001 - Jochen Kupfer, barítono - 2002 - Isa Katharina Gericke, soprano - 2003 - Baiba Skride, violín - 2004 - Jan Kobow, tenor - 2005 - Mojca Erdmann, soprano - 2006 - Peter Ovtcharov, piano - 2007 - Tine Thing Helseth, trompeta | - 2008 - David Lomeli, tenor - 2009 - Igor Levit, piano - 2010 - Kejia Xiong, tenor - 2011 - Anna Lucia Richter, soprano - 2012 - Dmitry Korchak, tenor - 2013 - Julia Novikova, soprano - 2013 - Konstantin Shamray, piano - 2014 - Kian Soltani, chelo - 2015 - Sung Min Song, tenor | - 2016 - Andrei Ioniță, chelo - 2017 - Julian Trevelyan, piano - 2018 - Sheva Tehoval, soprano - 2019 - Julian Habermann, tenor - 2021 - Sarah Aristidou, soprano - 2022 - Lucas y Arthur Jussen, piano - 2023 – María Dueñas, violín - 2024 - Timothy Ridout, viola - 2025 – Jérémie Moreau, piano |

## Kissinger Klavierolymp
El festival está conectado al Kissinger Klavierolymp, un concurso de jóvenes pianistas en otoño en Bad Kissingen. El premio para los ganadores es una presentación en Kissinger Sommer . Entre ellos se encuentran Martin Helmchen, Nikolai Tokarev, Kirill Gerstein, Igor Levit, Alice Sara Ott y Kit Armstrong . Los últimos ganadores son Elisabeth Brauss (2016), Emre Yavuz (2017), Juan Pérez Floristán (2018), Tomoki Sakata (2019), Sergey Tanin y Giorgi Gigashvili.

### Destinatarios
| N.º | Año  | Primero                              | Segundo                        | Tercero                         | Premio de la audiencia       |
| --- | ---- | ------------------------------------ | ------------------------------ | ------------------------------- | ---------------------------- |
| 1.  | 2003 | Martin Helmchen Nikolai Tokarev      | Stewart Goodyear               | Kirill Gerstein                 | Mihaela Ursuleasa            |
| 2.  | 2004 | Alexei Zuev                          | Igor Levit                     | Alice Sara Ott                  | Andrei Banciu                |
| 3.  | 2005 | Herbert Schuch                       | Lukas Vondrávcek               | Anna Winnizkaja Pedro Ovtcharov | José Moog Miroslav Kultyshev |
| 4.  | 2006 | Cristiano Ihle Hadland Kit Armstrong | No se otorgó                   | Alexej Gorlach                  | Mona Asuka Ott               |
| 5.  | 2007 | Vestards Šimkus                      | Michail Lifits                 | David Kadouch                   | Zhang Hai ou                 |
| 6.  | 2008 | Yeol Eum Hijo                        | Olga Scheps                    | Benjamin Kim                    | Claire Huangci               |
| 7.  | 2009 | Kiryl Keduk                          | Boris Kusnezow                 | Kateryna Titova                 | Kiryl Keduk                  |
| 8.  | 2010 | Behzod Abduraimov                    | Nareh Arghamanyan              | Avan Yu                         | Alexei Grigorjew             |
| 9.  | 2011 | Konstantin Shamray                   | Adan Laloum                    | Pawel Kolesnikow                | Pawel Kolesnikow             |
| 10. | 2012 | Magdalena Müllerperth Da Sol Kim     | No se otorgó                   | Beatriz Magnani                 | Magdalena Müllerperth        |
| 11. | 2013 | Chi-Ho Han                           | Georgy Tchaidze                | Aurelia Shimkus                 | Chi Ho Han                   |
| 12. | 2014 | Julian Jia                           | Niu Niu                        | Boyang Shi                      | Julian Jia                   |
| 13. | 2015 | Jorge González Buajasán              | Maxim Lando                    | Clayton Stephenson              | Jorge González Buajasán      |
| 14. | 2016 | Elisabeth Brauß                      | Julian Trevelyan Thomas Schuch | No se otorgó                    | Nikolay Khozyainov           |
| 15. | 2017 | Emre Yavuz                           | Sergei Redkin                  | Viktor Soos                     | Luisa Imorde                 |
| 16. | 2018 | Juan Pérez Floristán                 | Martin James Bartlett          | Łukasz Krupiński                | Martin James Bartlett        |
| 17. | 2019 | Tomoki Sakata                        | Tiffany Poon                   | Robert Neumann                  | Tomoki Sakata                |
| 18. | 2020 | Sergey Tanin                         | Yoav Levanon                   | Ziyu Liu                        | Sergey Tanin                 |
| 19. | 2021 | Giorgi Gigashvili                    | Sandro Nebieridze              | Gustav Piekut                   | Giorgi Gigashvili            |
| 20. | 2022 | Roman Borisov                        | Tony Siqi Yun                  | Ariel Lanyi                     | Tony Siqi Yun                |
| 21. | 2023 | Mihály Berecz                        | Mirabelle Kajenjeri            | Miyu Shindo                     | Miyu Shindo                  |
| 22. | 2024 | Illia Ovcharenko                     | Jérémie Moreau                 | Onutė Gražinytė                 | Simon Haje                   |